# Sidamon
Sidamon (spanisch Sidamunt) ist eine katalanische Gemeinde (municipio) mit 767 Einwohnern (Stand: 2024) in der Provinz Lleida im Nordosten Spaniens. Sie gehört zur Comarca Pla d’Urgell. 

## Geographische Lage
Sidamon liegt etwa 15 Kilometer östlich von Lleida in einer Höhe von ca. 230 m. Am Nordrand der Gemeinde führt die Autovía A-2 entlang.

## Bevölkerungsentwicklung
| 1900 | 1930 | 1950 | 1970 | 1981 | 1991 | 2001 | 2011 | 2021 |
| ---- | ---- | ---- | ---- | ---- | ---- | ---- | ---- | ---- |
| 376  | 455  | 489  | 510  | 446  | 444  | 583  | 739  | 755  |

## Sehenswürdigkeiten

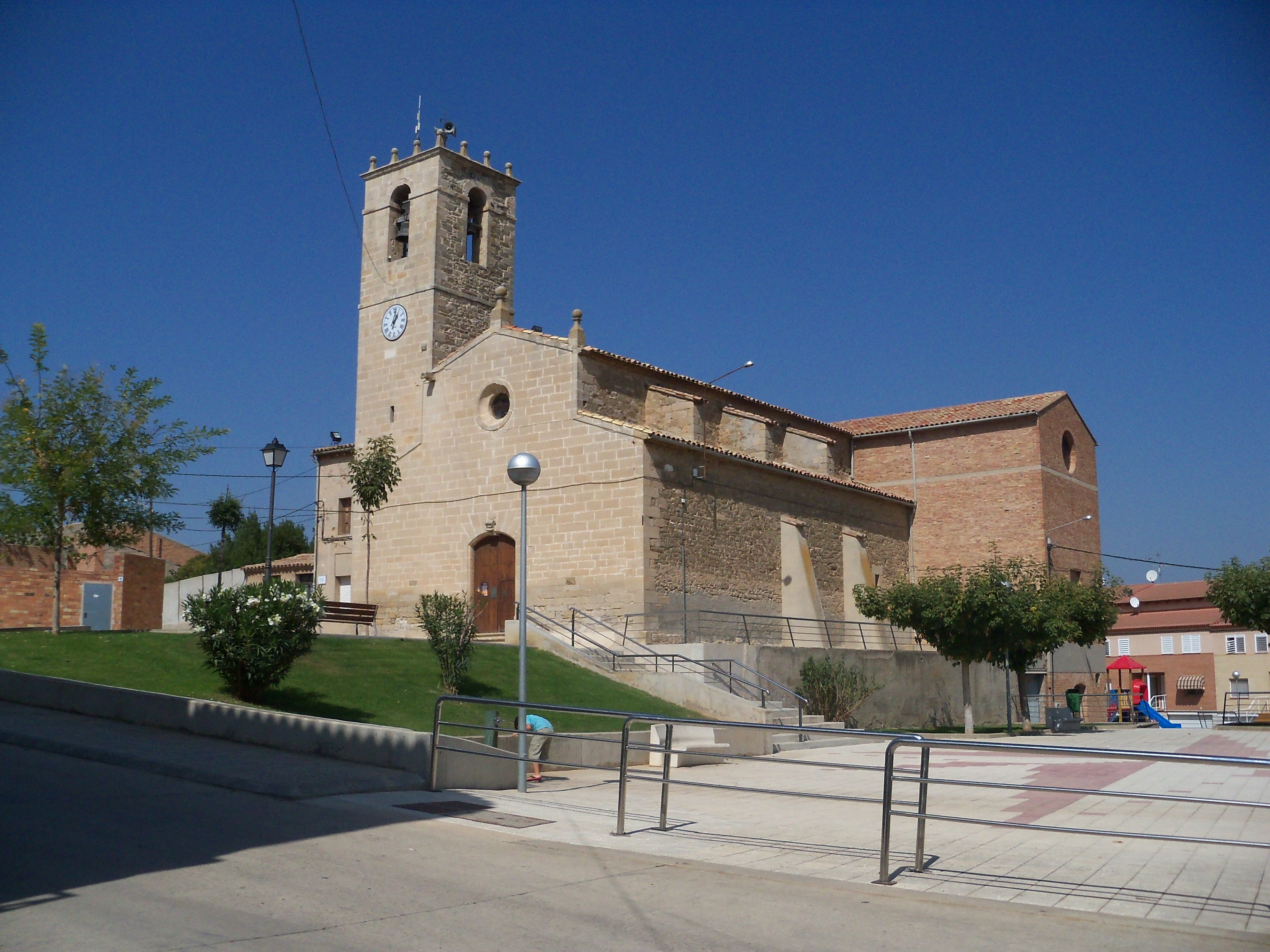
Bartholomäuskirche
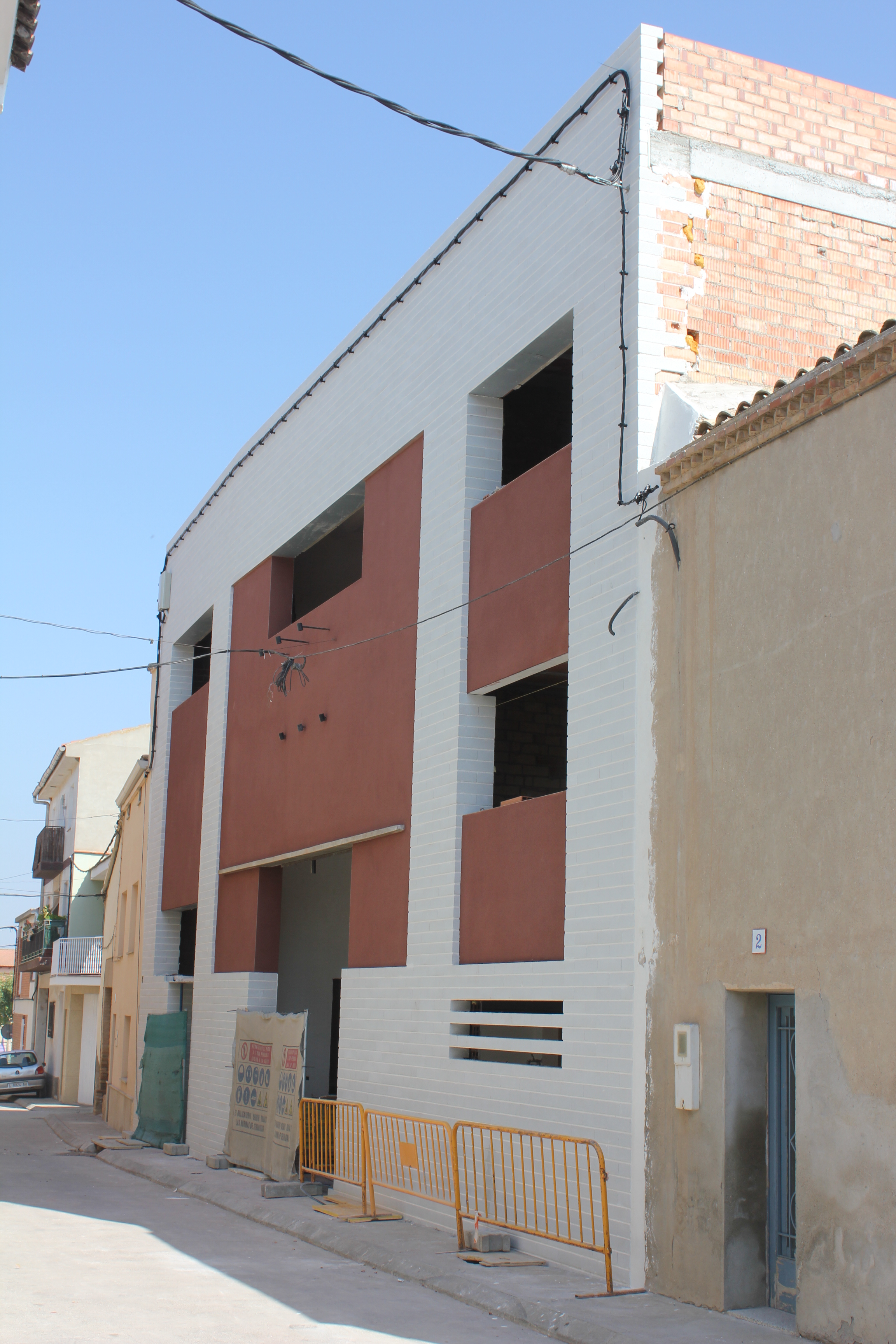
Rathaus

- Bartholomäuskirche
- Rathaus